# パク・オクソン
パク　オクソン（Pak Ok-Song 1984年10月16日- ）は北朝鮮の柔道選手。階級は48kg級。身長155cm。

## 人物
2001年のアジアジュニア48kg級で3位になった。2005年の世界選手権では5位だった。2007年のアジア選手権では3位だった。2008年のアジア選手権では決勝で山岸絵美に敗れた。北京オリンピックでは準決勝でキューバのヤネト・ベルモイに横四方固で敗れると、3位決定戦でもアルゼンチンのパウラ・パレトに技ありで敗れて5位にとどまった。パレト戦では終了間際に一旦技ありを取って3位になったかと思えたが、その判断が覆されてパレトの技ありポイントになり、結果として5位に終わった。2009年の東アジア大会では決勝で浅見八瑠奈に体落で敗れた。

## 主な戦績
- 2001年 - アジアジュニア　3位
- 2005年 - 世界選手権　5位
- 2006年 - 東アジア選手権　3位
- 2007年 - アジア選手権　3位
- 2008年 - アジア選手権　2位
- 2008年 - 北京オリンピック　5位
- 2009年 - 東アジア大会　2位

(出典)。